# Minvest
Compania Națională a Cuprului, Aurului și Fierului (CNCAF) Minvest Deva este o companie deținută de statul român a cărei obiect de activitate este extracția și prelucrarea minereurilor cuprifere, auroargentifere, feroase, polimetalice și a produselor de carieră și balastieră.
Ca urmare a prevederilor Hotărării Guvernului României nr.615/21.04.2006 pentru aprobarea „Strategiei industriei miniere pentru perioada 2004-2010”, extracția și prelucrarea minereurilor s-a sistat treptat, activitatea de extracție și prelucrare a companiei orientându-se către sectoarele viabile din punct de vedere tehnic și economic, respectiv a produselor de carieră și balastieră.
Compania deține în subordine unități miniere la Bălan, Zlatna, Roșia Montană, Ghelar, Vețel,
Altin Tepe
și Baia de Arieș.
În anul 2002, din Minvest s-a desprins compania Mecanica Poiana Rusca SA Teliuc Arhivat în 26 iulie 2009, la Wayback Machine., care a fost privatizată în anul 2004.
La finalul anului 2005, compania avea datorii de 421,4 milioane de lei și 3.811 salariați.
Din martie 2005, până în septembrie 2006, de la Minvest au fost disponibilizați 3.000 de angajați.
Număr de angajați:
- 2008: 450[6]
- 2003: 8.000[7]